# Europaparlamentsvalet i Rumänien 2009
Europaparlamentsvalet i Rumänien 2009 ägde rum söndagen den 7 juni 2009. Drygt 18 miljoner personer var röstberättigade i valet om de 33 mandat som Rumänien hade tilldelats innan valet. I valet tillämpade landet ett valsystem med partilistor, d’Hondts metod och en spärr på 5 procent för småpartier. Rumänien var inte uppdelat i några valkretsar, utan fungerade som en enda valkrets i valet. Till skillnad från övriga medlemsstater, hade Bulgarien och Rumänien hållit extrainsatta Europaparlamentsval (valet i Bulgarien och valet i Rumänien) under 2007, eftersom de två staterna anslöt sig till Europeiska unionen mitt under en valperiod.
Valets vinnare var Socialdemokratiska partiet, som ökade med nära åtta procentenheter och vann elva mandat, ett mer än i valet 2007. Samtidigt tappade Liberaldemokratiska partiet nästan sju procentenheter av sitt väljarstöd och förlorade därmed sex av sina sexton mandat. Därmed förlorade partiet också sin position som största parti i Rumänien. Trots att Partidul Național Liberal ökade något, var detta inte tillräckligt för att partiet skulle kunna behålla samtliga sex mandat. Partiet tappade ett mandat, främst på grund av att det totala antalet mandat som Rumänien hade tilldelats, minskade med två. Ungerska demokratiska unionen i Rumänien ökade kraftigt och vann ytterligare ett mandat. Storrumänska partiet passerade femprocentsspärren och återvände till parlamentet efter att ha åkt ur i valet 2007. Valets kanske största skräll stod den oberoende kandidaten Elena Băsescu för. Hon säkrade strax över fyra procent av rösterna, vilket räckte för att hon skulle bli vald. När valresultatet väl var offentliggjort, anslöt sig Elena Băsescu omedelbart till Liberaldemokratiska partiet.
Valdeltagandet hamnade på 27,67 procent, vilket var något lägre än i valet 2007. Valdeltagandet kan jämföras med valdeltagandet i Rumäniens parlamentsval 2008 som låg på strax under 40 procent.

## Valresultat
|                                                                                                |          |  |           |        |
|                                                                                                | Andel    |  | Antal     | Mandat |
| Socialdemokratiska partiet                                                                     | 31,08 %  |  | 1 504 218 | 11     |
| Socialdemokratiska partiet                                                                     | +7,96 %  |  | +320 200  | +1     |
| Liberaldemokratiska partiet                                                                    | 29,71 %  |  | 1 438 000 | 10     |
| Liberaldemokratiska partiet                                                                    | –6,90 %  |  | –437 006  | –6     |
| Partidul Național Liberal                                                                      | 14,52 %  |  | 702 974   | 5      |
| Partidul Național Liberal                                                                      | +1,07 %  |  | +14 115   | –1     |
| Ungerska demokratiska unionen i Rumänien                                                       | 8,92 %   |  | 431 739   | 3      |
| Ungerska demokratiska unionen i Rumänien                                                       | +3,40 %  |  | +148 810  | +1     |
| Storrumänska partiet                                                                           | 8,66 %   |  | 419 094   | 3      |
| Storrumänska partiet                                                                           | +4,51 %  |  | +206 498  | +3     |
| Elena Băsescu                                                                                  | 4,22 %   |  | 204 280   | 1      |
| Elena Băsescu                                                                                  | +4,22 %  |  | +204 280  | +1     |
| Övriga partier och kandidater                                                                  | 2,89 %   |  | 139 728   | 0      |
| Övriga partier och kandidater                                                                  | –14,27 % |  | –739 090  | –1     |
| Ogiltiga och blanka röster                                                                     | 3,88 %   |  | 195 266   | 0      |
| Ogiltiga och blanka röster                                                                     | –0,74 %  |  | –52 679   | ±0     |
| Valdeltagande                                                                                  | 27,67 %  |  | 5 035 299 | 33     |
| Valdeltagande                                                                                  | –1,80 %  |  | –334 872  | –2     |
| Antal röstberättigade 18 197 316 14 EPP 11 S&D 05 ALDE 00 G/EFA 00 ECR 00 GUE/NGL 00 EFD 03 NI |          |  |           |        |